# Детловский сельсовет
Детловский сельсовет — сельское поселение в Курагинском районе Красноярского края.
Административный центр — посёлок Детлово.
Выделен в 1989 году из Марининского сельсовета.

## Население
| 2010 | 2012 | 2013 | 2014 | 2015 | 2016 | 2017 |
| ---- | ---- | ---- | ---- | ---- | ---- | ---- |
| 468  | ↘460 | ↘448 | ↘414 | ↘407 | ↘394 | ↘374 |

## Состав сельского поселения
В состав сельского поселения входят 3 населённых пункта:
| № | Населённый пункт | Тип населённого пункта          | Население |
| - | ---------------- | ------------------------------- | --------- |
| 1 | Детлово          | посёлок, административный центр | 310       |
| 2 | Загорье          | посёлок                         | 65        |
| 3 | Заречный         | посёлок                         | 93        |

## Местное самоуправление
Детловский сельский Совет депутатов
Дата избрания: 14.03.2010. Срок полномочий: 5 лет. Количество депутатов:  7
Глава муниципального образования
- Никулин Николай Александрович. Дата избрания: 14.03.2010. Срок полномочий: 5 лет